# Apocalypse (série documentaire)
Pour les articles homonymes, voir Apocalypse (homonymie).
 (novembre 2018).
Si vous disposez d'ouvrages ou d'articles de référence ou si vous connaissez des sites web de qualité traitant du thème abordé ici, merci de compléter l'article en donnant les références utiles à sa vérifiabilité et en les liant à la section « Notes et références ».

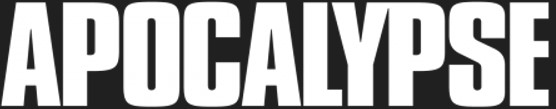
Logo de la série documentaire

Apocalypse est un documentaire historique qui regroupe 33 films en 11 séries traitant de la Première Guerre mondiale, de la Seconde Guerre mondiale et du totalitarisme. Elle est réalisée à partir d'images d'époques recolorisées. Elle traite de 1914 (Première Guerre mondiale) à 1991 (guerre froide).

## Films et séries de la série
| #  | Titre                                             | Diffusion originale | Durée          |
| -- | ------------------------------------------------- | ------------------- | -------------- |
| 1  | Apocalypse, la Seconde Guerre mondiale            | 2009                | 6 × 52 minutes |
| 2  | Apocalypse, Hitler                                | 2011                | 2 × 55 minutes |
| 3  | Apocalypse, la Première Guerre mondiale           | 2014                | 5 × 52 minutes |
| 4  | Apocalypse, Staline                               | 2015                | 3 × 50 minutes |
| 5  | Apocalypse, Verdun                                | 2016                | 1 × 90 minutes |
| 6  | Apocalypse, la paix impossible 1918-1926          | 2018                | 2 × 45 minutes |
| 7  | Apocalypse, la guerre des mondes                  | 2019                | 6 × 52 minutes |
| 8  | Apocalypse, l'année 40 : Hitler attaque à l'ouest | 2021                | 2 × 52 minutes |
| 9  | Apocalypse, Hitler attaque à l'est                | 2021                | 2 × 52 minutes |
| 10 | Apocalypse, le crépuscule d'Hitler                | 2023                | 2 × 55 minutes |
| 11 | Apocalypse, les débarquements                     | 2024                | 2 x 55 minutes |